# 蘇利耶
蘇利耶（सूर्य / Sūrya）是印度神話中主要的太陽神，他是天父神特尤斯之子，宗教藝術中他被描畫成擁有金色的毛髮和手臂，乘坐著由七匹馬拉動的戰車，這七匹馬象徵了七種脈輪。佛教將他列為十二天之一，即日天。

## 圖像集

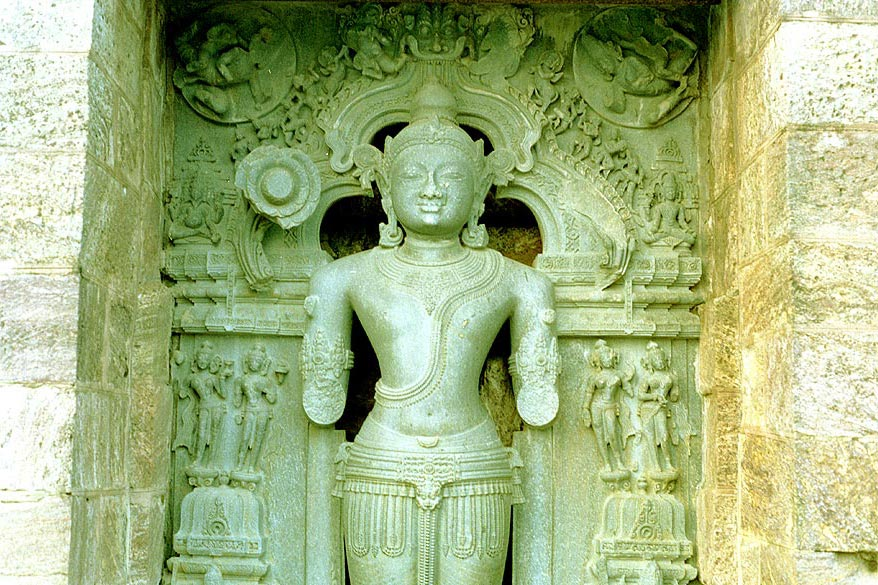
科奈克太陽神廟的蘇利耶雕像
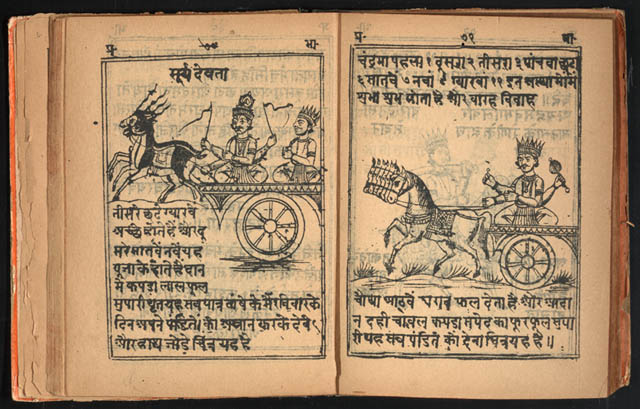
騎乘七頭馬的蘇利耶
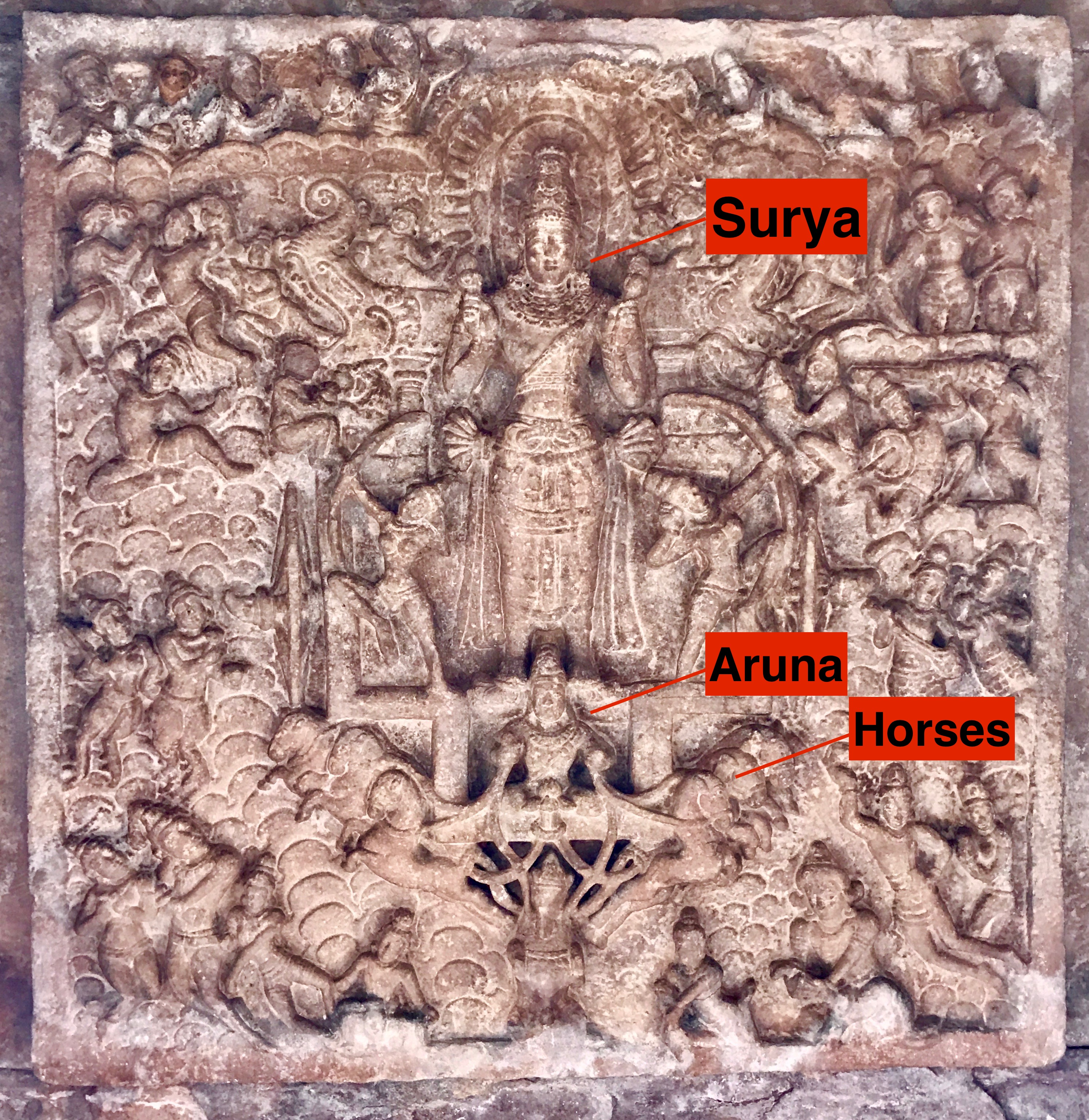
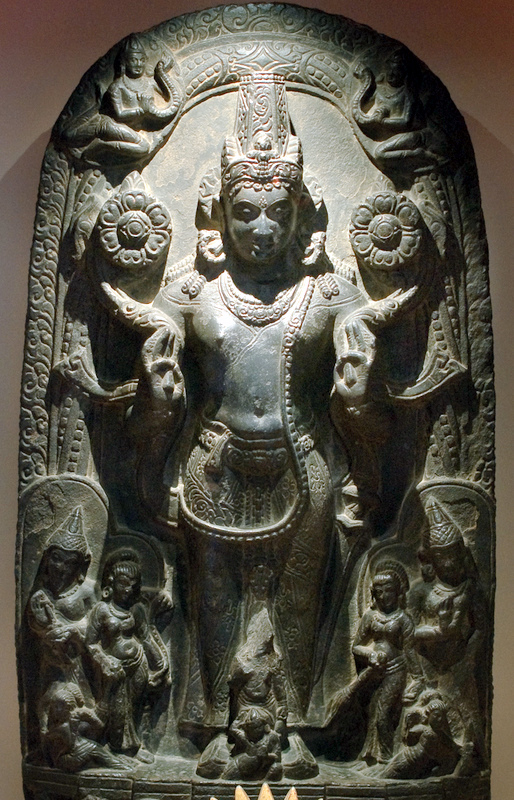
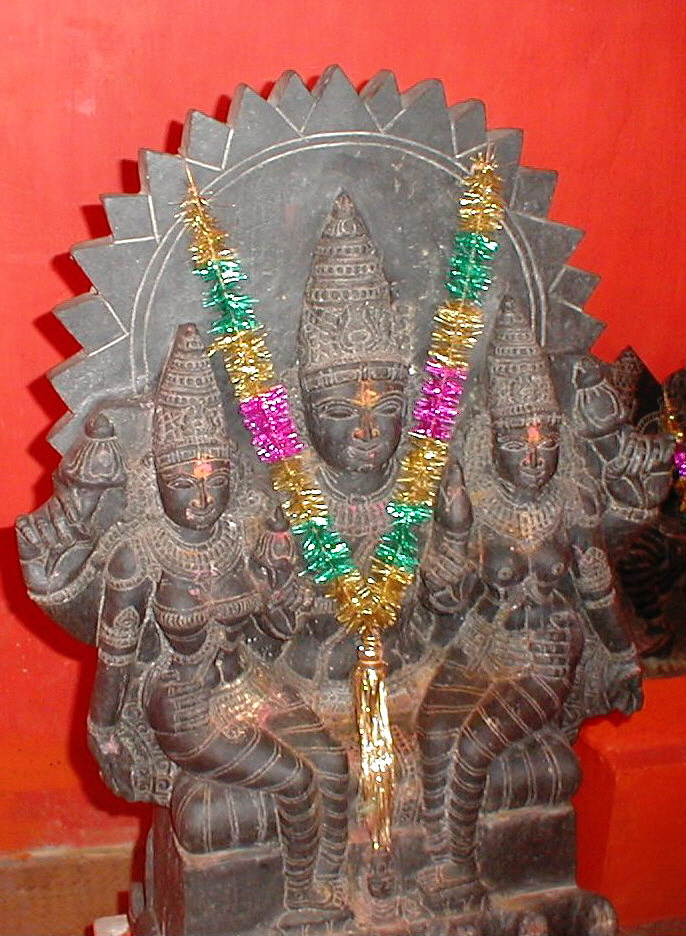
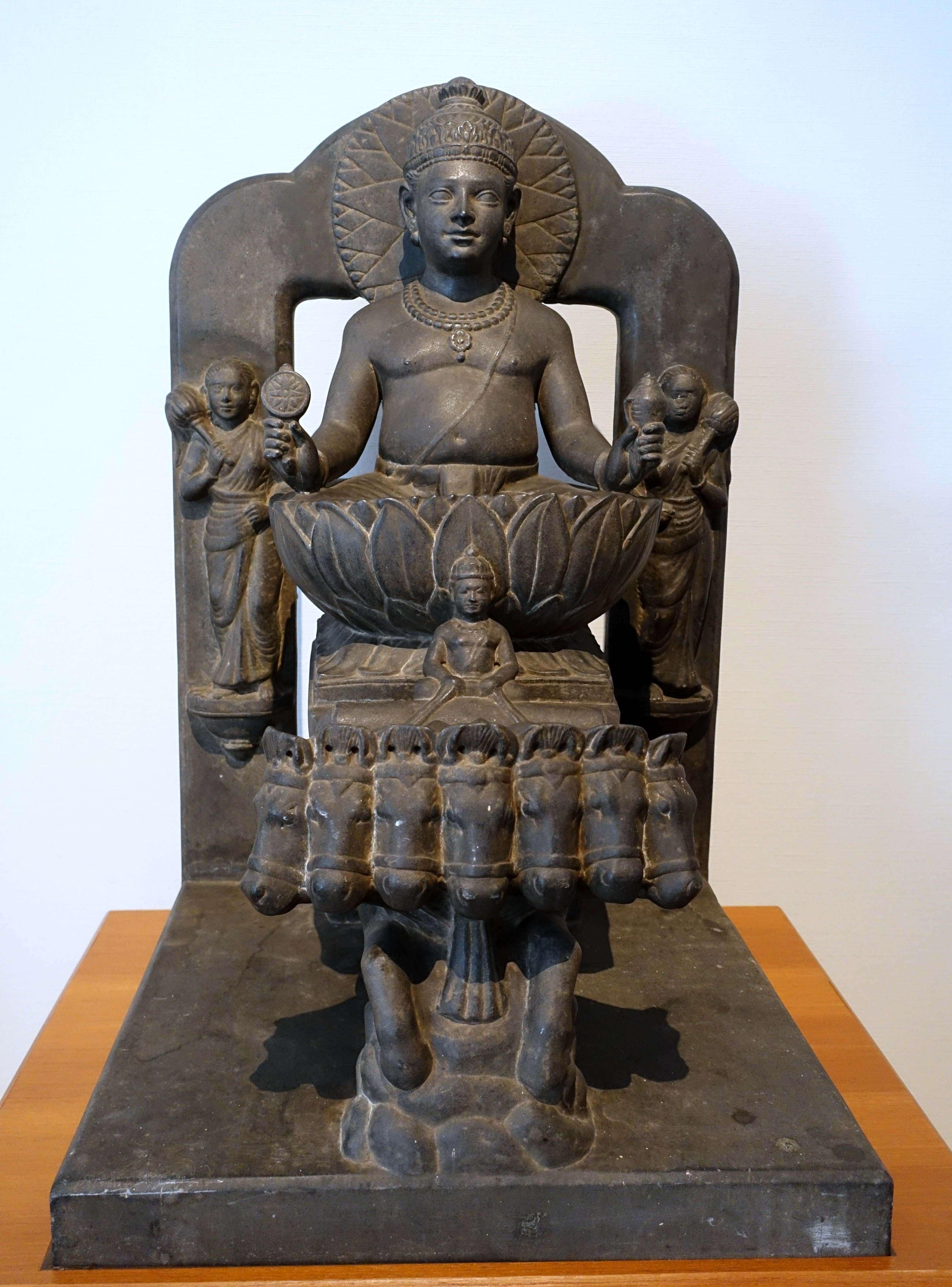
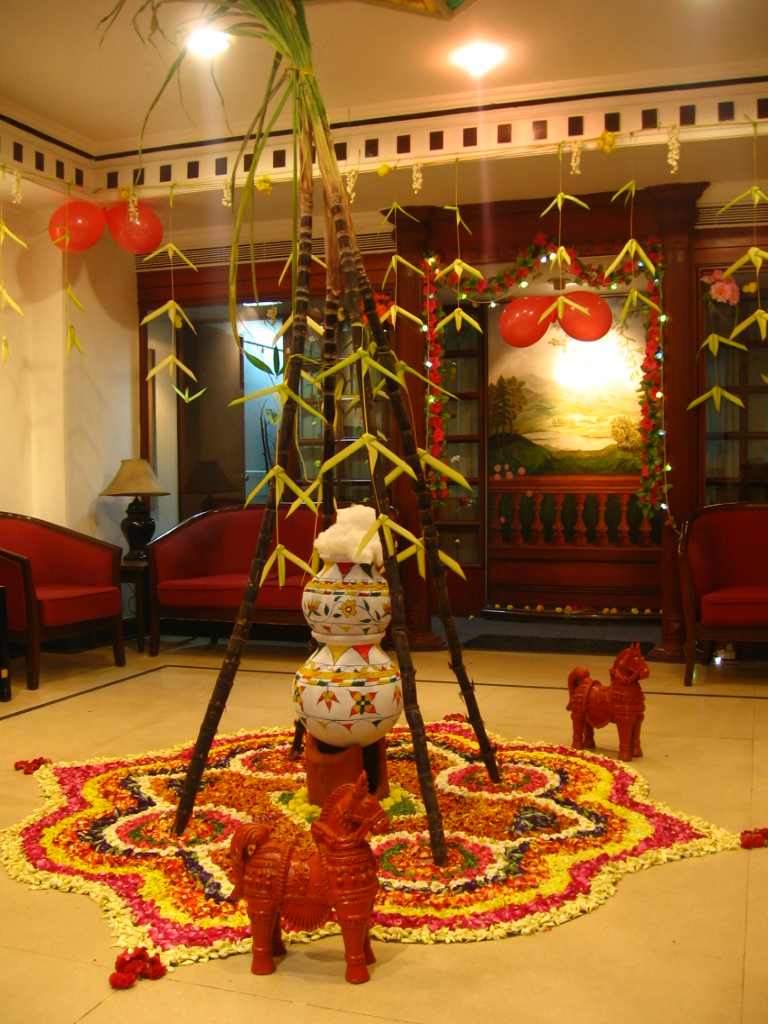
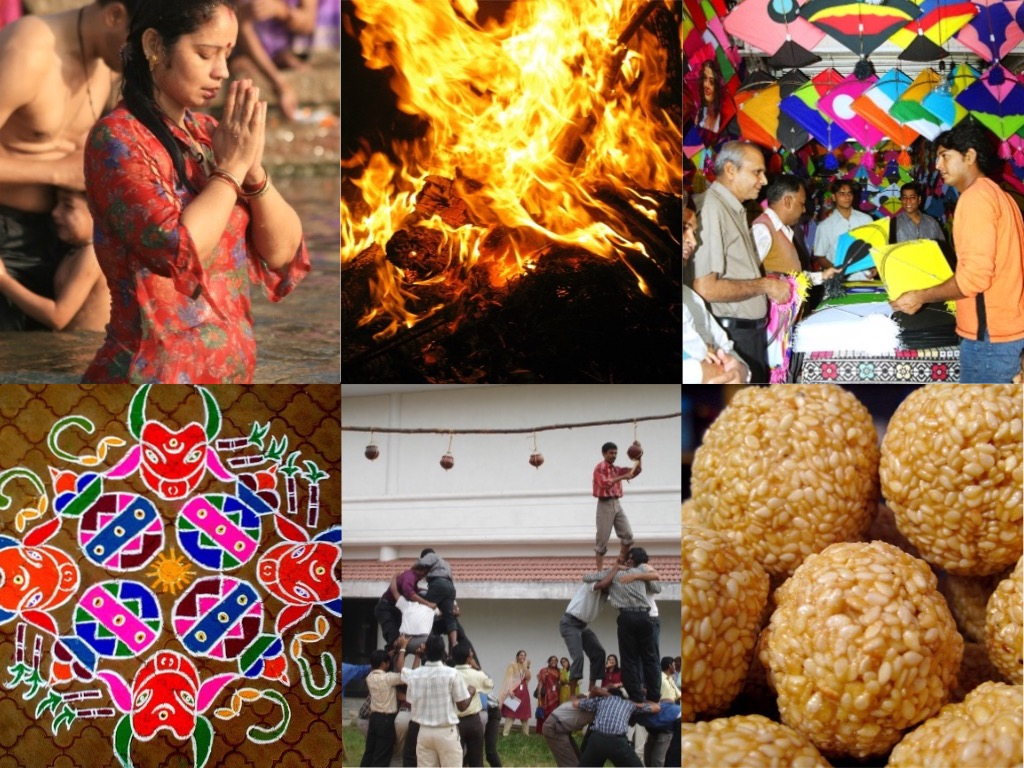